# ATC code A14
ATC code A14 استروئید آنابولیک جهت استفادهٔ سیستمیک زیرگروهی درمانی از سیستم طبقه‌بندی شیمیایی درمانی آناتومیک است. این سیستمِ متشکل از کدهای حرفی‌عددی را سازمان جهانی بهداشت برای طبقه‌بندی داروها و سایر تولیدات پزشکی ایجاد کرده است. زیرگروه A14 جزوی از گروه آناتومیک A مجرای گوارش و متابولیسم است.

کدهای مورد استفاده در دامپزشکی (کدهای ATCvet) را می‌توان با گذاشتن حرف Q جلو کدهای انسانی ATC ایجاد کرد: مثلاً QA14. 
ممکن است نسخه‌های ملی از طبقه‌بندی ATC حاوی کدهای اضافه‌ای باشند که در این فهرست (نسخهٔ سازمان جهانی بهداشت) نیامده باشند.

## A14Aاستروئید آنابولیک

### A14AAAndrostanderivatives
A14AA01 Androstanolone
A14AA02 استانوزولول
A14AA03 متاندرستنولون
A14AA04 متنولون
A14AA05 اکسی متالون
A14AA06 Quinbolone
A14AA07 Prasterone
A14AA08 اکساندرولون
A14AA09 Norethandrolone

### A14ABEstrenderivatives
A14AB01 ناندرولون
A14AB02 Ethylestrenol
A14AB03 Oxabolone cipionate

## A14B Other anabolic agents
'گروه خالی